# Рамозер, Роланд
Роланд «Ролли» Рамозер (нем. Roland Ramoser, родился 3 сентября 1972 в Реноне) — итальянский хоккеист немецкого происхождения, ветеран сборной Италии по хоккею с шайбой и чемпионата Италии. Выступал на позиции правого нападающего.

## Карьера

### Клубная
Начинал карьеру в родном Реноне в составе клуба «Риттен Спорт», дебютировав в сезоне 1989/1990. В 32 играх Роланд забросил 25 шайб и отдал 16 голевых передач, после чего уехал в Канаду, где играл за «Олимпик де Халл» в Большой юниорской хоккейной лиге Квебека и «Камлупс Блэйзерс» в Западной хоккейной лиге: в составе последнего клуба выиграл кубок Эда Чиновета и Мемориальный кубок, но сыграл всего два матча. В 1992 году вернулся на родину, где выступал в Милане за «Милано Вайперз» (в 1993 и 1994 году выиграл чемпионат), «Больцано» (выиграл Суперкубок Европы) и «Гардену».
С 1996 года Роланд выступает в Германии сначала за «Нюрнберг Айс Тайгерс», а затем за «Кассель Хаскис», спустя 4 года возвращается на родину в «Риттен Спорт», где в 2001 году в 32 играх набирает 69 очков и получает приз лучшего бомбардира Серии А1. С 2002 года он защищает цвета «Больцано» и становится капитаном команды, выиграв с ней дважды (в 2008 и 2009 годах) титул чемпиона, трижды (в 2003, 2007 и 2009) Кубок страны и трижды (в 2004, 2007 и 2008) Суперкубок страны. В августе 2010 года он переходит в «Риттен Спорт» снова, с которым доходит до четвертьфинала плей-офф (там его команда терпит поражение от «Вальпелличе». После вылета команды Роланд объявляет о завершении своей игровой карьеры.

### В сборной
За плечами Рамозера выступления за сборную Италии с 1994 по 2010 годы: он играл на Олимпийских играх 1994 и 1998 годов, выступал в чемпионатах мира с 1994 по 2010 годы (не играл только на чемпионатах с 2003 по 2005 годы и в 2009 году). Им сыграно 120 матчей, заброшено 20 шайб и отдано 30 голевых передач. В 2009 году со своей сборной он добился возвращения в Высший дивизион чемпионата мира, а благодаря результативной игре завоевал приз лучшего бомбардира и попал в сборную звёзд.

## Достижения

### Клубные
- Чемпион Италии: 1993, 1994, 1995, 2008, 2009
- Победитель Кубка Италии: 2003, 2007, 2009
- Победитель Суперкубка Италии: 2004, 2007, 2008
- Победитель Кубка Европы: 1995
- Лучший бомбардир Серии А1: 2001

### В сборной
- Победитель чемпионата мира в первом дивизионе: 2005, 2009
- Лучший бомбардир чемпионата мира в первом дивизионе: 2009
- Член сборной звёзд чемпионата мира в первом дивизионе: 2009
- Победитель молодёжного чемпионата мира в дивизионе C: 1992
- Лучший бомбардир молодёжного чемпионата мира в дивизионе C: 1992

## Статистика
Выступления в Немецкой хоккейной лиге